# Ballady i Romanse
Ballady i Romanse – polski zespół muzyczny założony w 2007 w Warszawie, grający muzykę elektroniczną, pop i rockową.

## Historia
Początki działalności zespołu sięgają 2005 roku, kiedy to siostry Barbara i Zuzanna Wrońskie nagrały wspólnie jako Siostry Wrońskie utwór pt. „Ballady i Romanse” w ramach projektu muzycznego Broniewski wydanego nakładem Rockers Publishing i Galerii Raster. Obecnie siostry nagrywają wspólnie i koncertują pod nazwą Ballady i Romanse w składzie poszerzonym o klawiszowca i producenta Marka Dziedzica, gitarzystę Radka Łukasiewicza oraz perkusistę Marcina Ułanowskiego. Zespół był nominowany między innymi do nagród „Kryształy Zwierciadła 2009” oraz ELLE Style Awards 2009. Grupa ma również w dorobku występy na dużych festiwalach w tym między innymi Open’er Festival czy Off Festival.
W 2015 roku utwory zespołu pojawiły się w filmie Córki dancingu w reżyserii Agnieszki Smoczyńskiej. Barbara i Zuzanna Wrońskie gościnnie wystąpiły w produkcji. 29 kwietnia 2016 roku muzyka z filmu została wydana w formie płyty studyjnej. W kolejnych latach Zuzanna Wrońska pojawiała się w filmach Smoczyńskiej w rolach epizodycznych: Fudze (2018; jako urzędniczka) i Silent Twins (2022; jako pacjentka).

## Dyskografia
| Rok  | Dane dot. albumu                                                       |
| ---- | ---------------------------------------------------------------------- |
| 2008 | Ballady i Romanse - Data: 2008 - Wydawca: Galeria Raster               |
| 2012 | Zapomnij - Data: 2012 - Wydawca: Chaos Management Group                |
| 2016 | Córki dancingu - Data: 29 kwietnia 2016 - Wydawca: Warner Music Poland |

## Nagrody i wyróżnienia
| Rok  | Kategoria                      | Tytułem           | Nagroda                                         | Nota      | Źródło |
| ---- | ------------------------------ | ----------------- | ----------------------------------------------- | --------- | ------ |
| 2011 | Muzyka rozrywkowa – wydarzenie | Ballady i Romanse | Nagroda Muzyczna Programu Trzeciego – „Mateusz” | Nominacja | [ 11 ] |